# Grupo de Forcados Amadores de Coimbra
O Grupo de Forcados Amadores de Coimbra é um grupo de forcados fundado em 2004.
O Grupo de Forcados Amadores de Coimbra, chefiado pelo Cabo Fundador Luís Pires dos Santos, apresentou-se pela primeira vez no dia 13 de junho de 2004 na Praça de Touros de Nave de Haver, Almeida. Debutou na Monumental do Campo Pequeno a 16 de junho de 2011.
O Grupo de Coimbra é dos mais heterogéneos de Portugal, integrando maioritariamente forcados das Beiras, mas também muitos provenientes das várias regiões do país, já que os estudantes da Universidade de Coimbra constituem a principal origem dos seus elementos. 

## Cabos
1. Luís Pires dos Santos (2004–2014)
2. Rui Martins (2014–2016)
3. José Freire (2016–-2018)
4. Pedro Silva (2018-presente)[2]